# 蛇头荠
蛇头荠（学名：Dipoma iberideum），又名叉毛蛇头荠，为十字花科蛇头荠属下的一种多年生、匍匐草本植物，叶子呈匙状，开带紫色细纹的白花。

## 扩展阅读
- 維基物種上的相關：蛇头荠